# Les filles de Caleb
Les filles de Caleb è una serie tv Canadese del 1990-1991 basata sul romanzo scritto da Arlette Cousture, ideata da Jean Beaudin e prodotta da Lorraine Richard e Michel Gauthier. La serie è composta da un totale di 20 episodi da un'ora circa l'uno, distribuita per il Canada a cura della CBC a partire dal 18 ottobre 1990.

## Trama
La storia si svolge in Québec alla fine del XIX secolo.

### Prima parte (episodi dall'1 al 10)
Emilie Bordeleau, la figlia di Caleb Bordeleau, a soli 13 anni già sapeva di volere di più della semplice vita che conduceva curandosi dei fratelli, il suo desiderio era quello di studiare e diventare un'insegnante. Mentre la madre appoggiava Emilie, il padre non condivideva assolutamente questo progetto, tanto che allontana la figlia dalla famiglia.
Emilie, diciassettenne, portati a termine gli studi, già insegna alla scuola di un piccolo villaggio imponendo la sua autorità a ragazzi di poco più giovani di lei. Emilie, grazie ad una grande festa che organizza in onore di Pronovost, il direttore della scuola, riesce a farsi riaccettare dal padre Caleb. A scuola nel frattempo Emilie doveva affrontare ogni genere di situazione ed entrambi i figli di Pronovost, Ovila e Ovid, suoi allievi, le fanno la corte. Alla fine dell'estate però Emilie si ritrova sola in quanto Ovila parte per Shawinigan per aiutare il padre e l'amica Berthe per l'ordine religioso delle Carmelitane.
Ovila improvvisando un ritorno inaspettato sorprende Emilie e con lei trascorre due giorni meravigliosi, ma al termine della vacanza Ovila torna a casa costretto ad affrontare una difficile situazione familiare. Ovila cerca rifugio in Emilie che però non è così disposta come si aspettava, e decide così di ripartire senza salutare Emilie.
Nel frattempo Henri Douville rivela i suoi sentimenti a Caleb e chiede in matrimonio Emilie che però non è affatto disposta ad accettare, alla fine Henri si rende conto che il cuore di Emilie non sarà mai suo e rompe il fidanzamento per la gioia di Emilie. Così Ovila alla fine fa ritorno e sorprendendo ancora Emilie le chiede di sposarlo. Emilie accetta.

### Seconda parte (episodi dall'11 al 20)
Dopo il matrimonio le cose tra Ovila ed Emilie si complicano. Ovila infatti ama molto Emilie ed è molto felice quando lei gli rivela di aspettare un figlio ma teme la responsabilità. Ovila desidererebbe rimanere con Emilie ma ha bisogno di denaro e decide così di partire per il lavoro nel cantiere.
Il tempo passa in fretta ed Ovila ed Emilie tornano di nuovo vicini. Nasce così la prima figlia Rose. Un falegname offre un lavoro ad Ovila a Montréal ed Emilie lo segue lasciando la figlia alla sorella. La coppia trascorre un periodo felice a Montreal, ma Ovila alla fine non accetta il lavoro e torna quindi a lavorare nei cantieri cosa che Emilie non accetta.
Al ritorno, prima di Natale Emilie annuncia ad Ovila che sarà padre ancora e si fa promettere che non tornerà a lavorare al cantiere. Ma a seguito di una visita dal dottore, Emilie ed Ovila devono affrontare il fatto che la figlia primogenita Rose è ritardata, la mancanza di ossigeno alla nascita ha causato un indebolimento delle sue facoltà. Emilie prende molto male la cosa ed iniziano le prime tensioni tra lei ed Ovila, tanto che Emilie rifiuta anche di seguire la seconda figlia, Marie-Ange. Ovila perde il lavoro ed Emilie si ritrova nuovamente incinta e nella condizione attuale Emilie non riesce ad accettare più nemmeno la prima figlia Rose. Ovila trova rifugio nell'alcool.
Emilie dà alla luce la terza figlia, Louisa ed Ovila deve recarsi a lavorare ancora nel cantiere per mantenere la famiglia. Al ritorno Ovila non smette di bere mentre Emilie è nuovamente incinta. Una sera di ritorno a casa dal bar Ovila ritrova la piccola Louisa morta, Emilie perde la testa e ritiene responsabile dell'accaduto Ovila.
Emilie darà alla luce il quarto dei figli, un maschio. Caleb, preoccupato per la salute della figlia, cerca di convincere Emilie a lasciarlo prendersi cura del nipote. Emilie lentamente capisce d'essere stata ingiusta con Ovila che ha sempre provveduto a spedirle il denaro per mantenere lei ed i figli. Ovid parte alla ricerca del fratello e lo trova alcolizzato nella riserva degli indiani,
Ovila non vuole tornare a casa, prova rancore per il comportamento della moglie. In seguito Ovila tornerà dalla famiglia ma la riunione fra lui ed Emilie non è facile. Malgrado tutto Emilie si ritrova incinta ancora una volta ma Ovila deve lasciarli per andare al lavoro. Non tornando per il Natale Emilie non lo accetta più. Al suo rientro Ovila nonostante delle buone ragioni trova la moglie fredda ed impassibile ed Ovila finisce per riprendere a bere e riparte ancora.
Emilie dà alla luce un altro figlio ma al ritorno di Ovila senza nemmeno un soldo lo rifiuta violentemente, Ovila riparte subito, ma il padre va ad offrirgli la successione della fattoria ed Ovila, malgrado riluttante a lavorare la terra, accetta l'offerta del padre.
In un periodo di rappacificamento tra lui ed Emilie, lei rimane ancora incinta. Ovila però continua a bere e decide di ripartire per il lavoro nel cantiere, non è fatto per lavorare la terra. Al ritorno Ovila cerca di rimettersi nella retta via, promette ad Emilie di lavorare la terra e di smettere di bere, ma alla fine il padre dona la terra ad Emile e non al figlio. Emilie vuole cedere ad Ovila la sua parte di eredità ma Ovila rifiuta e si ripromette di lavorare e ripagarsi il suo debito di terra. Dopo varie vicissitudini durante le quali Ovila ed Emilie si prendono cura della fattoria, la coppia decide di spostarsi a Shawinigan.
Ovila trova lì un lavoro, ma Emilie ed i figli si adattano con difficoltà alla vita moderna. La madre di Emilie muore e lei torna alla sua città per il funerale, cerca di convincere Ovila a tutti i costi a tornare lì, a riprendere il suo lavoro nel loro paese, ma Ovila rifiuta categoricamente. Il Natale Emilie ed i figli sono costretti a passarlo da soli perché Ovila deve lavorare. Ovila inizia a farsi trascinare dal vizio del gioco a carte ed Emilie non lo regge così che si allontana per l'estate, anche se al ritorno lo ritrova bevuto e la situazione peggiora.
Emilie partorisce il nono figlio sola mentre Ovila è via per un lavoro, lei cerca in tutti i modi di salvare la famiglia mentre Ovila si sporca in brutti affari. Emilie alla fine prepara i bagagli ad Ovila ed al suo ritorno lo caccia ad Abitibi finché non avrà saldato tutti i debiti e cambiato stile di vita e lei ritorna con i figli al suo villaggio dalla sua famiglia.

## Cast principale
- Vincent Bolduc: Napoléon Bordeleau
- Marina Orsini: Émilie Bordeleau
- Roy Dupuis: Ovila Pronovost
- Germain Houde: Caleb Bordeleau
- Véronique Le Flaguais: Félicité Pronovost
- Pierre Curzi: Dosithée Pronovost
- Johanne-Marie Tremblay: Célina Bordeleau
- Jessica Barker: Charlotte Baumier
- Richard Blaimert: Edmond Pronovost
- Hugo Dubé: Joachim Crête
- Michel Goyette: Lazare Pronovost
- Patrick Goyette: Ovide Pronovost
- Lucie Laurier: Émilie, jeune
- Sophie Léger: Antoinette Arcand
- Jacques Lussier: Henri Douville
- Nathalie Mallette: Berthe Auclair
- Karine Pelletier: Rose Pronovost
- Isabelle Rosa: Rosée Pronovost

## Premi e Nomination

### Gémeaux Awards, 1991
- Vinto come miglior attrice: Marina Orsini

## Curiosità
- Il film è conosciuto con il titolo inglese Emilie ed il titolo francese Émilie, la passion d'une vie, è stato messo in commercio per la Francia il 1º dicembre 1992 e per la Finlandia il 18 novembre 1994.
- Il film è stato filmato interamente in Québec, Canada.